# Ugh!
Ugh! is een computerspel dat werd uitgegeven door Play Byte. Het actiespel kwam in 1992 uit voor de Commodore Amiga, Commodore 64 en DOS. Het spel is een clone van Space Taxi uit 1984.

## Gameplay
De speler bestuurt een holbewoner, die om indruk te maken op zijn partner, vliegt met een door spierkracht gedreven helikopter. Tegen betaling neemt hij passagiers mee. Het computerspel bestaat uit 69 levels. Tijdens het spel moeten obstakels, dinosauriërs en vogels (eigenlijk Pterosauriërs) worden gemeden. Bij het botsen tegen objecten of harde landingen ontstaat er schade aan de helikopter. Het vliegen maakt de holbewoner moe, welke zijn energie kan aanvullen door fruit uit de bomen te eten. Elk level bestaat uit een serie van platforms en grotingangen. Het spel kan met het toetsenbord of de joystick gespeeld worden.
De versie voor de Commodore 64 bevat ook een twee speler modus waarbij twee spelers tegen elkaar strijden om het einde te halen. Bij de DOS en Amiga versies is het mogelijk met twee spelers tegelijkertijd te spelen. Na het behalen van een level krijgt de speler een wachtwoord. De codes bij singleplayer zijn songtitels van Christian Death. De codes voor multiplayer modus zijn songtitels van Current 93.
Ugh! werd verspreid als shareware via Bulletin board systems en diskettes bij Magazines.

## Platform
- Amiga (1992)
- Commodore 64 (1992)
- DOS (1992)

## Ontvangst
| tijdschrift                    | platform     | uitgave        | score |
| ------------------------------ | ------------ | -------------- | ----- |
| Top Secret                     | Amiga        | januari 1993   | 100%  |
| Amiga Format                   | Amiga        | augustus 1992  | 88%   |
| Amiga Power                    | Amiga        | juli 1992      | 79%   |
| Amiga Action                   | Amiga        | september 1992 | 74%   |
| Power Play                     | Amiga        | mei 1992       | 70%   |
| 64'er                          | Commodore 64 | oktober 1992   | 70%   |
| ASM (Aktueller Software Markt) | Amiga        | mei 1992       | 67%   |
| Amiga Joker                    | Amiga        | juli 1992      | 66%   |
| CU Amiga                       | Amiga        | januari 1993   | 58%   |
| PC Games (Duitsland)           | DOS          | maart 1993     | 50%   |

De C64 versie van het spel viel minder in de smaak.